# Eleccions legislatives noruegues de 1973
Les eleccions legislatives noruegues de 1973 se celebraren el 12 de setembre de 1973 per a renovar els 155 membres del Storting, el parlament de Noruega. Els més votats foren els laboristes noruecs, i el seu cap Trygve Bratteli fou nomenat primer ministre de Noruega.

## Resultats
|         |                                                          |         |      |          |        |
| Partits | Partits                                                  | Vots    | Vots | Escons   | Escons |
| Partits | Partits                                                  | #       | %    | #        | ±      |
|         | Partit Laborista Noruec (Det norske Arbeiderparti)       | 759.499 | 35,3 | 62 / 155 | 12     |
|         | Partit Conservador (Høyre)                               | 370.370 | 17,2 | 29 / 155 | =      |
|         | Partit Democristià (Kristelig Folkeparti)                | 255.456 | 11,9 | 20 / 155 | 6      |
|         | Llista Electoral Socialista (Sosialistisk Valgforbund)   | 241.851 | 11,2 | 16 / 155 | 16     |
|         | Partit de Centre (Senterpartiet)                         | 146.312 | 6,8  | 21 / 155 | 1      |
|         | Partit d'Anders Langes (Anders Langes Parti)             | 107.784 | 5,0  | 4 / 155  | 4      |
|         | Partit Popular Liberal (Det Liberale Folkeparti)         | 73.854  | 3,4  | 1 / 155  | 1      |
|         | Partit Liberal (Venstre)                                 | 49.668  | 2,3  | 2 / 155  | 11     |
|         | Aliança Electoral Roja (Rød Valgallianse)                | 9,360   | 0,4  | 0        | 0      |
|         | Ensliges Parti                                           | 5.112   | 0,2  | 0        | -      |
|         | Partit Democràtic de Noruega (Norges Demokratiske Parti) | 2.128   | 0,1  | 0        | -      |
|         | Dones Lliurement Escollides (Kvinnenes Frie Folkevalgte) | 1.868   | 0,09 | 0        | 0      |
|         | Llista Sami (Samealbmot listu/Samefolkets Liste)         | 849     | 0,04 | 0        | -      |
|         | Total 2.152.204                                          | 100%    | 100% | 155      |        |